# Trường Trung học phổ thông chuyên Hà Giang
Trường Trung học phổ thông chuyên Hà Giang (tiếng Anh: Ha Giang Gifted High School for Talented Students) là một trường trung học phổ thông công lập của tỉnh Hà Giang được thành lập vào năm 1995.

## Lịch sử
Trường Trung học phổ thông (THPT) chuyên Hà Giang được thành lập ngày 12 tháng 9 năm 1995 theo Quyết định số 742/QĐ-UB của Ủy ban nhân dân tỉnh Hà Giang, với địa điểm ban đầu đặt tại phường Minh Khai, thành phố Hà Giang. Trong những năm đầu thành lập, cơ sở vật chất nhà trường còn nhiều thiếu thốn. Năm học đầu tiên, trường có ba lớp bao gồm lớp 9 Toán, 9 Văn và 10 Văn, với 67 học sinh và 12 cán bộ giáo viên. Năm 2015, trường chuyển địa điểm về phường Nguyễn Trãi, thành phố Hà Giang. Năm học 2024-2025, trường có 27 lớp (bao gồm 23 lớp chuyên các môn Toán học, Vật lý, Sinh học, Hóa học, Tin học, Ngữ văn, Lịch sử, Địa lí và 2 lớp chuyên Tiếng Anh)

## Cơ cấu tổ chức
Trường được tổ chức với mô hình ban giám hiệu điều hành và quản lý chung với hiệu trưởng là thầy Đỗ Trọng Thân (trình độ Thạc sĩ Sinh học) và các phó hiệu trưởng: cô Nguyễn Thị Thu Hằng (trình độ Thạc sĩ Sinh học), thầy Cao Xuân Nam (trình độ Thạc sĩ Toán học) và thầy Xìn Thanh Quyền (trình độ Thạc sĩ Văn học). Hệ thống giáo viên của trường được chia làm các tổ chuyên môn.

## Tuyển sinh
Năm học 2022–2023, chỉ tiêu tuyển sinh vào lớp 10 của trường THPT chuyên Hà Giang là 290 học sinh vào chín lớp chuyên (Toán học, Vật lý, Sinh học, Hóa học, Tin học, Ngữ văn, Tiếng Anh, Lịch Sử, Địa Lí) và hai lớp không chuyên.
Phương thức tuyển sinh bao gồm hai vòng: Vòng 1 tổ chức sơ tuyển đối với những học sinh có hồ sơ dự tuyển hợp lệ và đủ điều kiện dự tuyển theo quy định, vòng 2 tổ chức thi tuyển đối với những học sinh đã qua sơ tuyển ở vòng 1.

### Sơ tuyển
Vòng sơ tuyển do trường THPT chuyên Hà Giang thực hiện. Mỗi thí sinh có thể đăng ký dự tuyển tối đa hai nguyện vọng: một nguyện vọng vào một lớp chuyên và một nguyện vọng vào lớp không chuyên. Hồ sơ dự tuyển do Sở Giáo dục và Đào tạo Hà Giang quy định gồm: đơn xin dự thi vào lớp 10 trường THPT chuyên; học bạ cấp Trung học cơ sở (THCS) bản chính; bản sao giấy khai sinh; giấy chứng nhận tốt nghiệp THCS; các loại giấy chứng nhận ưu tiên, khuyến khích (nếu có).
Học sinh được tham gia dự tuyển khi có đủ các điều kiện sau: có hộ khẩu thường trú tại tỉnh Hà Giang hoặc có 04 năm học THCS liên tục tại các trường THCS trên địa bàn tỉnh Hà Giang; xếp loại hạnh kiểm, học lực cả năm học của các lớp cấp THCS từ khá trở lên; xếp loại tốt nghiệp THCS từ khá trở lên.
Điểm xét tuyển tính theo kết quả rèn luyện và học tập của học sinh trong bốn năm học THCS, ngoài ra thí sinh là đối tượng ưu tiên, khuyến khích sẽ có thêm điểm cộng. Sau khi đã tuyển thẳng các đối tượng ưu tiên, điểm được lấy từ cao xuống thấp theo chỉ tiêu. Kết quả xếp loại học lực bốn năm cấp THCS được tính điểm như sau: học lực giỏi: 5,00 điểm; học lực khá: 4,00 điểm. Kết quả tốt nghiệp trung học cơ sở được tính điểm như sau: tốt nghiệp THCS loại giỏi: 5,00 điểm; tốt nghiệp THCS loại khá: 4,00 điểm. Kết quả dự thi chọn học sinh giỏi, thi tài năng trong phạm vi tổ chức của tỉnh và khu vực được tính điểm như sau: đạt giải nhất: 2,00 điểm; đạt giải nhì: 1,50 điểm; đạt giải ba: 1,00 điểm; tổng điểm cho đối tượng đạt giải trong kỳ thi chọn học sinh giỏi, thi tài năng trong phạm vi tổ chức của tỉnh và khu vực tối đa không quá 6,00 điểm.

### Thi tuyển
Năm học 2020–2021, trường THPT chuyên Hà Giang tổ chức thi tuyển sinh lớp 10 theo hình thức tự luận. Bốn môn thi bao gồm Toán, Ngữ văn, Tiếng Anh và môn chuyên tương ứng. Nếu môn chuyên là Toán, Ngữ văn hoặc Tiếng Anh thì mỗi môn này phải thi hai bài: một bài thi không chuyên và một bài thi chuyên với mức độ yêu cầu cao hơn.
Điểm thi của mỗi thí sinh sẽ là tổng điểm ba môn Toán, Ngữ văn, Tiếng Anh (mỗi môn lấy hệ số 1) cộng với điểm môn chuyên nhân đôi (hệ số 2), số thí sinh lấy từ cao xuống thấp đến hết chỉ tiêu của lớp chuyên. Thông thường, mỗi lớp chuyên lấy không quá 35 học sinh, lớp không chuyên lấy không quá 45 học sinh (Trước năm học 2022-2023) và không quá 37 học sinh (Từ năm học 2022-2023).